# Robert King (calciatore)
Robert King (Leigh-on-Sea, 4 aprile 1862 – 5 marzo 1950) è stato un calciatore inglese, di ruolo difensore.

## Carriera

### Nazionale
Gioca il suo unico match con la Nazionale inglese il 18 febbraio 1882 contro l'Irlanda, nel match, poi vinto 13-0 dall'Inghilterra, che segna l'esordio internazionale della nazionale irlandese.